# Радулович Олександра Михайлівна
Олександра Михайлівна Радулович (дошлюбне Горбунова; 4 квітня 1986, Бердянськ, Запорізська область) — українська баскетболістка. У складі національної збірної виступала на трьох чемпіонатах Європи.

## Із біографії
Баскетболом почала займатися з 11 років. У 15 років переїхала до Запоріжжя.
У 2004 році грала на двох чемпіонатах Європи: спочатку в Словаччині на турнірі до 18 років, а згодом у Франції — де змагалися спортсменки до 20 років (5 місце). Наступного сезону отримала титул MVP континентальної першості до 20 років в Чехії (7 місце).
2005 року достроково розірвала контракт з «Козачкою» і уклала контракт з угорським «Шопроном». Угорська команда виплатила компенсацію у розмірі 10 000 доларів.
Грала в матчі «всіх зірок Європи» проти «зірок решти світу» (2008 рік).
Учасниця трьох чемпіонатів Європи (2009, 2013, 2019). Всього у складі національної збірної провела 76 матчів.
У шлюбі з чорногорським тренером Срджаном Радуловичем.

## Клуби
| Роки      | Команди                    |
| --------- | -------------------------- |
| 1999—2001 | «Чайка-АЗМОЛ» (Бердянськ)  |
| 2001—2005 | «Козачка-ЗАЛК» (Запоріжжя) |
| 2005—2008 | «Шопрон»                   |
| 2008—2009 | ЦСКА (Москва)              |
| 2009—2011 | «Саламанка»                |
| 2010—2011 | «Дніпро» (Дніпропетровськ) |
| 2011—2012 | «Шопрон»                   |
| 2012—2013 | «Ривас» (Мадрид)           |
| 2013—2014 | «Динамо» (Курськ)          |
| 2017—2021 | «Чайка-ДЮСШ» (Бердянськ)   |

## Статистика
| Сезон  | Турнір           | Ігри | Хвилини | Очки | Ср.  | Примітки |
| ------ | ---------------- | ---- | ------- | ---- | ---- | -------- |
| 2009   | Чемпіонат Європи | 3    | 97      | 38   | 12,7 |          |
| 2013   | Чемпіонат Європи | 3    | 81      | 34   | 11,3 |          |
| 2019   | Чемпіонат Європи | 3    | 56      | 13   | 4,3  |          |
| Всього | Всього           | 9    | 234     | 85   | 9,44 |          |